# Herbert Buhtz
Ernst Otto Herbert Buhtz (ur. 12 kwietnia 1911 w Koblencji, zm. 7 czerwca 2006 w Berlinie) – niemiecki wioślarz, wicemistrz olimpijski.

## Życiorys
Razem z Gerhardem Boetzelenem zdobył srebrny medal w konkurencji dwójek podwójnych na igrzyskach olimpijskich w Los Angeles w 1932. W walce o zwycięstwo lepsi o 5,4 sekundy okazali się reprezentanci USA: William Gilmore i Kenneth Myers. Był to jego jedyny start olimpijski.
Ponadto wywalczył złoty medal w ósemkach na mistrzostwach Europy w Mediolanie w 1938 i srebrny medal w tej samej konkurencji na mistrzostwach Europy w Amsterdamie rok wcześniej. Bronił barw Berliner Ruderclub.
Po II wojnie światowej był trenerem i prezesem w Berliner Ruderclub, później otrzymał tytuł członka honorowego klubu. Prowadził gabinet dentystyczny w Berlinie.